# Leiston
Leiston är en stad och en civil parish i distriktet East Suffolk i Suffolk i England. Orten har 5 357 invånare (2001).